# Lobster Popstar
Lobster Popstar è il quinto album in studio del duo musicale russo Little Big, pubblicato il 26 aprile 2024.
Si tratta del primo disco della formazione da quando si è trasferita negli Stati Uniti d'America.

## Antefatti
L'idea di realizzare un quinto album in studio nasce nel 2022, come affermato dal frontman Il'ja Prusikin durante delle interviste, tuttavia a causa dell'invasione russa dell'Ucraina e del trasferimento a Los Angeles dello stesso Il'ja e della compagnia Sof'ja, il progetto è stato annullato.
Arrivata negli Stati Uniti la band, ormai diventato un duo, si è occupata di portare avanti il progetto precedentemente annullato ripartendo da zero e annunciando, a fine 2023, il completamento ufficiale del quinto album in studio, dal nome "Lobster Popstar".
Nei primi mesi del 2024 il collettivo musicale ha poi fatto trapelare notizie riguardanti l'album come la cover ufficiale ed il nome dei brani, divisi in side.

## Tracce
Side 1
Testi di Il'ja Prusikin, musiche di Viktor Sibrinin, tranne dove indicato.
1. Zero – 2:57 (testo: Ale Alberti, Il'ja Prusikin, Ljubim Homčuk, Sof'ja Tajurskaja, Viktor Sibrinin – musica: Ljubim Homčuk, Viktor Sibrinin)
2. Lobster Popstar – 2:34 (testo: Il'ja Prusikin, Ljubim Homčuk, Viktor Sibrinin – musica: Ljubim Homčuk, Viktor Sibrinin)
3. I'm the Best – 3:02 (testo: Il'ja Prusikin, Ljubim Homčuk, Viktor Sibrinin – musica: Emir Kobilić)
4. Control – 1:56 (testo: Ale Alberti, Il'ja Prusikin, Sof'ja Tajurskaja, Viktor Sibrinin)
5. We Are like Flinstones – 2:02 (testo: Ale Alberti, Il'ja Prusikin, Sof'ja Tajurskaja, Viktor Sibrinin)
6. Grandma – 3:07 (testo: Ale Alberti, Il'ja Prusikin, Ljubim Homčuk, Sof'ja Tajurskaja – musica: Ljubim Homčuk)

Durata totale: 15:38
Side 2
Testi di Ilj'a Prusikin, musiche di Ilj'a Prusikin e Viktor Sibrinin, tranne dove indicato.
1. Boobs – 2:04 (testo: Il'ja Prusikin, Sof'ja Tajurskaja – musica: Il'ja Prusikin)
2. It Happens (feat. bbno$) – 3:20 (testo: Ale Alberti, Ilj'a Prusikin, Viktor Sibrinin, Sof'ja Tajurskaja, Alexander Leon Gumuchian e Julien Bruce)
3. Psycho – 2:14 (testo: Ale Alberti, Denis Guzej, Ilj'a Prusikin, Sof'ja Tajurskaja, Viktor Sibrinin – musica: Viktor Sibrinin, Denis Guzej)
4. Pendejo – 2:01 (testo: Ale Alberti, Ilj'a Prusikin, Sof'ja Tajurskaja)
5. From Zero to Hero – 2:34 (testo: Ale Alberti, Denis Guzej, Ilj'a Prusikin, Sof'ja Tajurskaja, Viktor Sibrinin – musica: Viktor Sibrinin, Denis Guzej)
6. Refugees – 2:14 (testo: Ilj'a Prusikin, Sof'ja Tajurskaja, Viktor Sibrinin – musica: Viktor Sibrinin)

Durata totale: 14:27